# Рокка-Гримальда
Рокка-Гримальда (итал. Rocca Grimalda) — коммуна в Италии, располагается в регионе Пьемонт, в провинции Алессандрия.
Население составляет 1474 человека (2008 г.), плотность населения составляет 94 чел./км². Занимает площадь 16 км². Почтовый индекс — 15078. Телефонный код — 0143.
Покровителем коммуны почитается святой апостол Иаков Старший, празднование 25 июля.

## Демография
Динамика населения:

## Администрация коммуны
- Официальный сайт: http://www.comuneroccagrimalda.it